# Równina Radomska
Równina Radomska (318.86) – duży mezoregion fizycznogeograficzny w województwie mazowieckim.
Równina Radomska rozpościera się na południe od Doliny Białobrzeskiej, między Przedgórzem Iłżeckim, Równiną Kozienicką i Małopolskim Przełomem Wisły obejmując powierzchnię ok. 3640 km².
Równinę przecinają płytkie doliny Radomki, Iłżanki i Krępianki.
Jest to równina rolnicza z małym udziałem lasów.
Największe miasta położone na Równinie Radomskiej to: 
- Radom (218 tys. mieszkańców),
- Zwoleń (7,5 tys. mieszkańców),
- Lipsko (5,5 tys. mieszkańców)
- Skaryszew (ok. 4 tys. mieszkańców)